# Tony Henry
Tony Henry, diminutivo di Anthony Henry (Houghton-le-Spring, 26 novembre 1957) è un allenatore di calcio ed ex calciatore inglese, di ruolo centrocampista.

## Carriera

### Giocatore
Dopo aver giocato nelle giovanili del Manchester City nel 1975, all'età di 18 anni, viene aggregato alla prima squadra dei Citizens, militante nella prima divisione inglese. Nella stagione 1975-1976 gioca solamente una partita nella Coppa anglo-scozzese, esordendo in campionato solamente nella stagione 1976-1977, nella quale gioca 2 partite in prima divisione, alle quali aggiunge un'ulteriore presenza nella stagione 1977-1978. Nella stagione 1978-1979 inizia a giocare con regolarità: oltre a giocare una partita in Coppa UEFA (che resterà anche la sua unica presenza in carriera nelle competizioni UEFA per club) gioca infatti 15 partite in campionato; nel biennio successivo segna invece 4 reti in 32 presenze (nella First Division 1979-1980) e 2 reti in 27 presenze (nella First Division 1980-1981), a cui aggiunge infine anche 2 presenze nelle prime settimane della First Division 1981-1982, per un totale di 79 presenze e 6 reti con il Manchester City in incontri di campionato: conclude poi la stagione 1981-1982 al Bolton, con cui gioca da titolare in seconda divisione sia in questa annata che nella prima metà della stagione 1982-1983, per un totale di 78 presenze e 22 reti in incontri di campionato con i Trotters; conclude poi la stagione 1982-1983 all'Oldham Athletic, altro club di seconda divisione. Nel corso degli anni '80 è uno dei punti fermi degli Owls, con cui tra il 1983 ed il 1987 continua a giocare stabilmente da titolare in questa categoria: tra il 1982 ed il 1987 totalizza infatti 190 presenze e 25 reti in incontri di campionato con il club, per poi trascorrere la seconda parte della stagione 1987-1988 e l'intera stagione 1988-1989 allo Stoke City, sempre in seconda divisione. Dal 1989 al 1991 gioca poi nella prima divisione giapponese, per poi tornare in patria e trascorrere la stagione 1991-1992 giocando da titolare in terza divisione allo Shrewsbury Town (40 presenze e 7 reti). Si ritira infine nel 1997, dopo aver giocato a livello semiprofessionistico con il Witton Albion e successivamente di nuovo da professionista nella prima divisione nordirlandese (con Portadown e Glentoran), nella seconda divisione svedese con l'Syrianska e nella prima quella gallese (con il The New Saints).
In carriera ha totalizzato complessivamente 441 presenze e 71 reti nei campionati della Football League.

### Allenatore
Nella stagione 1997-1998 è rimasto ai The New Saints come allenatore.

## Palmarès

### Club

#### Competizioni nazionali
- Coppa del Galles: 1

The New Saints: 1995-1996
- Coppa di Lega gallese: 1

The New Saints: 1994-1995
- Gold Cup: 1

Portadown: 1992-1993